# Grand Prix schansspringen 2006
De Grand Prix schansspringen 2006 ging op 5 augustus 2006 van start in het Duitse Hinterzarten en eindigde op 3 oktober 2006 in het Duitse Oberhof. De Grand Prix bestond dit seizoen uit 10 individuele wedstrijden en één wedstrijd voor landenteams.

## Uitslagen en standen

### Kalender
| Datum                           | Plaats                          | Schans                          | Opmerking                       | Eerste                                                                         | Tweede                                                       | Derde                                                                 |
| ------------------------------- | ------------------------------- | ------------------------------- | ------------------------------- | ------------------------------------------------------------------------------ | ------------------------------------------------------------ | --------------------------------------------------------------------- |
| 5.8.2006                        | Hinterzarten                    | HS108                           | Team                            | Oostenrijk Wolfgang Loitzl Gregor Schlierenzauer Manuel Fettner Andreas Kofler | Finland Tami Kiuru Harri Olli Janne Happonen Matti Hautamäki | Duitsland Michael Neumayer Martin Schmitt Georg Späth Michael Uhrmann |
| 4-Nations-Grand-Prix:           |                                 |                                 |                                 |                                                                                |                                                              |                                                                       |
| 6.8.2006                        | Hinterzarten                    | HS108                           |                                 | Georg Späth                                                                    | Andreas Kofler                                               | Gregor Schlierenzauer                                                 |
| 8.8.2006                        | Predazzo                        | HS134                           |                                 | Adam Małysz                                                                    | Andreas Küttel                                               | Jakub Janda                                                           |
| 12.8.2006                       | Einsiedeln                      | HS117                           |                                 | Andreas Kofler                                                                 | Gregor Schlierenzauer                                        | Simon Ammann                                                          |
| 14.8.2006                       | Courchevel                      | HS132                           |                                 | Gregor Schlierenzauer                                                          | Wolfgang Loitzl                                              | Adam Małysz                                                           |
| Eindstand 4-Nations-Grand-Prix: | Eindstand 4-Nations-Grand-Prix: | Eindstand 4-Nations-Grand-Prix: | Eindstand 4-Nations-Grand-Prix: | Andreas Kofler                                                                 | Adam Małysz                                                  | Gregor Schlierenzauer                                                 |
| 26.8.2006                       | Zakopane                        | HS134                           |                                 | Adam Małysz                                                                    | Gregor Schlierenzauer                                        | Jernej Damjan                                                         |
| 2.9.2006                        | Kranj                           | HS134                           |                                 | Simon Ammann                                                                   | Wolfgang Loitzl                                              | Roman Koudelka                                                        |
| 9.9.2006                        | Hakuba                          | HS131                           |                                 | Janne Happonen                                                                 | Wolfgang Loitzl                                              | Antonín Hájek                                                         |
| 10.9.2006                       | Hakuba                          | HS131                           |                                 | Janne Happonen                                                                 | Andreas Küttel                                               | Antonín Hájek                                                         |
| 30.9.2006                       | Klingenthal                     | HS140                           |                                 | Adam Małysz                                                                    | Andreas Widhölzl                                             | Tami Kiuru                                                            |
| 3.10.2006                       | Oberhof                         | HS140                           |                                 | Adam Małysz                                                                    | Anders Bardal                                                | Janne Ahonen                                                          |

### Grand-Prix standen

#### Eindstand Grand-Prix individueel
| #  | Atleet                | Land | Punten |
| -- | --------------------- | ---- | ------ |
| 1  | Adam Małysz           | POL  | 545    |
| 2  | Wolfgang Loitzl       | AUT  | 486    |
| 3  | Andreas Kofler        | AUT  | 397    |
| 4  | Simon Ammann          | SUI  | 393    |
| 5  | Gregor Schlierenzauer | AUT  | 330    |
| 6  | Andreas Küttel        | SUI  | 303    |
| 7  | Janne Happonen        | FIN  | 252    |
| 8  | Anders Bardal         | NOR  | 221    |
| 9  | Jakub Janda           | CZE  | 196    |
| 10 | Anders Jacobsen       | NOR  | 184    |

#### Eindstand Grand-Prix landenteams
| #  | Land        | Punten |
| -- | ----------- | ------ |
| 1  | Oostenrijk  | 2261   |
| 2  | Noorwegen   | 980    |
| 3  | Finland     | 971    |
| 4  | Polen       | 902    |
| 5  | Duitsland   | 845    |
| 6  | Tsjechië    | 796    |
| 7  | Zwitserland | 725    |
| 8  | Rusland     | 492    |
| 9  | Slovenië    | 444    |
| 10 | Japan       | 391    |